# Список фентезійних фільмів меча та чар
Нижче наведено список фентезійних фільмів жанру меч і чари. Вони, як правило, зосереджені на окремих героях, романтиці та магії.

## Список

### 1940-ві
- «Залізна корона» (1940)
- «Кощій Безсмертний» (1944)

### 1950-ті
- «Дивотвірний меч» (1950)
- «Принц Веліант[en]» (1954)
- «Ілля Муромець» (1956)
- «Сьома подорож Сіндбада» (1958)
- «Спляча красуня» (1959)
- «Геркулес і королева Лідія[en]» (1959)

### 1960-ті
- «Подвиги Геракла: Геракл у царстві тіней» (1962)
- «Джек і велетенський вбивця[en]» (1962)
- «Магічний меч[en]» (1962)
- «Джейсон та Арґонавти[en]» (1963)
- «Геркулес. Месник[en]» (1965)
- «Скарби лісу, що скам'янів[en]» (1965)
- «Велика пригода Горуса, принца Сонця[en]» (1968)

### 1970-ті
- «Руслан і Людмила» (1972)
- «Золота подорож Сіндбада» (1973)
- «Сіндбад і око тигра» (1977)
- «Чарівники[en]» (1977)
- «Гоббіт» (1977)
- «Володар перснів» (1978)
- «Полководці Атлантиди[en]» (1978)

### 1980-ті
- «Чорний янгол[en]» (1980)
- «Сокіл-вбивця[en]» (1980)
- «Повернення короля» (1980)
- «Битва титанів» (1981)
- «Мисливець на драконів[en]» (1981)
- 1981 : «Екскалібур» / (Excalibur)
- «Важкий метал» (1981)
- «Лучник: Втікач з Імперії[en]» (1982)
- «Атор:Непереможний[en]» (1982)
- «Меч варварів[en]» (1982)
- «Володар звірів» (1982)
- «Конан-варвар» (1982)
- «Політ драконів[en]» (1982)
- «Ґунан, король Варварів[en]» (1982)
- «Меч і чаклун» (1982)
- «Чаклунка[en]» (1982)
- «Завоювання[en]» (1983)
- «Залізомайстер[en]» (1983)
- «Тор-завойовник[en]» (1983)
- «Смертельник[en]» (1983)
- «Вогонь і лід» (1983)
- «Серце озброєне[en]» (1983)
- «Геркулес[en]» (1983)
- «Гандра[en]» (1983)
- «Крулл[en]» (1983)
- «Трон вогню[en]» (1983)
- «Атор 2: Непереможний Оріон[en]» (1984)
- «Конан-руйнівник» (1984)
- «Меч Диявола» (1984)
- «Нескінченна історія» (1984)
- «Меч Веліанта[en]» (1984)
- «Пригода воїна та чаклунки[en]» (1984)
- «Королева варварів» (1985)
- «Леді-яструб» (1985)
- «Легенда» (1985)
- «Руда Соня» (1985)
- «Зоряний патруль: Легенда про Оріна» (1985)
- «Чарівники зі Втраченого Королівства[en]» (1985)
- «Амазонки[en]» (1986)
- «Варвари[en]» (1987)
- «Смертогонець II» (1987)
- «Залізний воїн[en]» (1987)
- «Володарі Всесвіту» (1987)
- «Смертогонець і воїни з пекла» (1988)
- «Віллоу» (1988)
- «Сіндбад з семи морів[en]» (1989)

### 1990-ті
- «Нескінченна історія 2: Нова глава» (1990)
- «Подорож за Мечем Могутності[en]» (1990)
- «Королева Варварів 2: Імператорка завдає удару у відповідь» (1990)
- «Володар звірів 2: Через Портал Часу[en]» (1991)
- «Смертогонець IV: Матч титанів» (1991)
- «Армія темряви» (1992)
- «Завдання Дельта-лицарів[en]» (1993)
- «Ямато Такеру[en]» (1994)
- «Володар звірів 3: Око Браксуса» (1996)
- «Серце дракона» (1996)
- «Кулл-завойовник» (1997)
- «Тринадцятий воїн» (1999)

### 2000-ні
- «Підземелля драконів» (2000)
- «Серце дракона: Новий початок[en]» (2000)
- «Відьмак» (2001)
- «Цар скорпіонів» (2002)
- «Варвар» (2003)
- «Червоний лицар[en]» (2003)
- «Перстень Нібелунгів» (2004)
- «Бладрейн» (2005)
- «Вовкодав з роду Сірих Псів» (2006)
- «Пригода Дельтори[en]» (2007-2008)
- «В ім'я короля: Історія облоги підземелля» (2007)
- «Цар скорпіонів 2: Сходження воїна» (2008)
- «Королева Паґана[en]» (2009)

### 2010-ті
- «Казки про стародавню імперію» (2010)
- «Конан-варвар» (2011)
- «В ім'я короля 2» (2011)
- «Варвар Ронал» (2011)
- «Цар скорпіонів 3» (2012)
- «Цар скорпіонів 4[en]» (2015)
- «Серце дракона 3: Прокляття чаклуна[en]» (2015)
- «Серце дракона: Битва за Вогнесерце[en]» (2017)

### 2020-ті
- «Полководці Атлантиди[en]» (2020)
- «Легенда про Зеленого лицаря» (2021)
- «Підземелля і дракони: Честь злодіїв» (2023)